# 振動子 (ライフゲーム)
ライフゲームにおける振動子（しんどうし、英: Oscillator）とは、何世代か後に元の状態に戻る物体のことである。
もっとも小さいパターンはブリンカーの3ピクセルであり、最も生成確率の高いパターンもブリンカーである。

## 概要
振動子は、対称性を持つものが多い。
振動子は、動かない移動物体とみなすこともできる。また、固定物体は周期1の振動子とみなすこともできる。
2023年、ライフゲームが全ての周期の振動子を持つことが証明された。直近では2022年1月に周期38、2022年6月に周期34、2023年7月に周期19・41の振動子が見つかった。

## 振動子の分類
ニュースレター LIFELINE の発行者であった Robert Wainwright は、振動子を以下のように分類している。
フリップフロップ
周期が2のもの
Billiard Table Configurations（ビリヤード台配置）
変化が一定の（生きているセルで作られた）枠の中で起こるもの（例：時計II・ヘルツ振動子）
Inductors
垂直方向に対称軸を持つもの（例：パルサー）
パルセイター
2より長い周期を持ち、時間によって大きさに変化が起こるもの（例：8の字・銀河・ペンタデカスロン）
シャトル
決められた範囲内で往復を繰り返すもの（例：ブロックにはさまれた女王蜂・ペンタデカスロンの間を往復するグライダー）
その他
上記の分類のどれにも当てはまらないもの
Wainwright はフリップフロップを上記のように定義したが、現在この語には複数の意味がある。
- 周期が2のもの
- 周期が2で、2つのパターンが互いに鏡像になっているもの
- 周期が2で、死滅するセルがすべて過疎によるもの

最後の条件を満たすもののうち、前世代のセルが全て死滅するものをフェニックスという。

## 例

振動子の例 (ブリンカー)

- 周期2（フリップフロップ）
  - ブリンカー
    - 信号灯

  - 時計
  - ヒキガエル
  - ビーコン
  - 床屋のサインポール
- 周期3
  - パルサー
- 周期5
  - 八角形
- 周期8
  - 8の字
  - ヘルツ振動子
  - 銀河
- 周期15
  - ペンタデカスロン